# Купрієв Володимир Миколайович
Володимир Миколайович Купрієв (1979—2022) — майстер-сержант Збройних Сил України, учасник російсько-української війни.

## Життєпис
Народився 24 березня 1979 року в селі Сонячне Охтирського району Сумської області.
Військову службу проходив у 91 окремому Охтирському полку підтримки.
Брав участь в АТО, ООС.
Загинув 26 лютого 2022 в районі міста Охтирка.

## Нагороди та вшанування
- Орден «За мужність» III ступеня[1].
- Почесний громадянин міста-героя Охтирки.